# نازک‌مرغ گلونخودی
نازک‌مرغ گلونخودی (نام علمی: Apalis rufogularis) نام یک گونه از سرده نازک‌مرغ است.